# Skvrnitý tyfus
Skvrnitý tyfus (též skvrnivka epidemická) je závažné infekční onemocnění způsobené obligátním nitrobuněčným (intracelulárním) parazitem Rickettsia prowazekii (aerobní G-bakterie, jeden z nejmenších buněčných organismů). Skvrnitý tyfus je přenášen vší šatní, blechou, klíštětem a krví nemocného.

## Klinický obraz
Inkubační doba se pohybuje od 1 do 2 týdnů. Charakteristickými příznaky jsou horečka, zimnice, třesavka, bolesti těla a hlavně vyrážka, která se tvoří na hrudníku, poté postupuje na končetiny, avšak nikdy nepostihuje obličej a dlaně. Při neléčené formě následuje kóma a smrt. Léčba spočívá v podávání antibiotik (tetracyklin, chloramfenikol). Je možné očkování.

## Historie
V minulosti bývaly epidemie skvrnitého tyfu časté, především kvůli rozšíření vší mezi populací. Ve starých kronikách nebo matrikách je úmrtí na tyfus zmiňováno jako shnilá zimnice nebo shnilá horečka.
Během druhého roku Peloponéské války (430 př. n. l.) vypukla v Aténách ničivá epidemie známá jako athénský mor, která zabila velkou část populace, mimo jiné i Perikla a jeho dva syny. Epidemie se poté ještě dvakrát vrátila (429 a 427/6 př. n. l.). Názor, že za epidemií stál právě skvrnitý tyfus, je podpořen lékařskými nálezy i vědeckými názory. Podle výzkumu z roku 2006 (Manolis Papagrigorakis et al.) však šlo o břišní tyfus.
První věrohodný popis skvrnitého tyfu pochází z doby španělského obléhání Granady v roce 1489. V dochovaných dokumentech je uveden popis choroby provázené horečkami, rudými skvrnami na rukou, zádech a břichu. V pozdějším stádiu se objevilo delirium, gangréna, zápach hnijícího masa. Během obléhání ztratili Španělé 3 000 mužů v bojích s Maury, dalších 17 000 však zemřelo na tyfus.
Tyfus se často šířil ve věznicích, proto se mu také někdy říkalo vězeňská horečka. Podmínky, kdy se k sobě choulili vězni ve špinavých, zaneřáděných celách, byly pro šíření vší a s nimi i skvrnitého tyfu ideální. V takových podmínkách se často uvěznění do dalšího zasedání soudu rovnalo rozsudku smrti. Někdy vězni nakazili při zasedání i samotný soud a přihlížející obecenstvo. Po zasedání soudu v Oxfordu v červnu roku 1577 zemřelo na tyfus 300 lidí. Následná epidemie řádící v letech 1577 až 1579 zabila 10 % anglické populace. V roce 1759 anglické úřady odhadovaly, že ve věznicích každý rok čtvrtina vězňů zemře na skvrnitý tyfus. Skvrnitý tyfus tak mohl za více úmrtí než soudem nařízené popravy.
Označení tyfus bylo poprvé použito v 18. století. Je odvozeno z řeckého slova typhos, což znamená „kouřový“ či „mlhavý“ – jedním z charakteristických znaků nemoci je otupělost, omámení, ospalost.
Epidemie skvrnitého tyfu řádily v Evropě během anglické občanské války, třicetileté války a napoleonských válek. Během ústupu z Ruska v roce 1812 více francouzských vojáků zemřelo na skvrnitý tyfus než bylo zabito Rusy. Velká epidemie zasáhla Irsko v letech 1826–1829, další koncem 30. let a ještě další v době Velkého hladomoru v letech 1846–1849. Irský tyfus se přenesl i do Anglie. Byl zaznamenán pro svou vysokou nakažlivost. Zasáhl bez rozdílu všechny sociální třídy, nejvíce však nejnižší vrstvy populace s nízkou úrovní hygieny. V Kanadě zabila tyfová epidemie mezi lety 1847 a 1848 více než 20 000 lidí, především irských emigrantů, kteří chorobu donesli s sebou na lodích.
Ve Spojených státech vypukla epidemie skvrnitého tyfu v roce 1837 ve Filadelfii. I během Americké občanské války řádil mezi vojáky skvrnitý tyfus, rozšířenější však byl břišní tyfus, který byl také zodpovědný za většinu „tyfových“ úmrtí ve vojenských táborech. Další epidemie skvrnitého tyfu zasáhly Baltimore, Memphis a Washington mezi lety 1685–1973.
Během 1. světové války zabil skvrnitý tyfus jen v Rusku více než 3 milióny lidí, další pak v Polsku a Rumunsku. Na Západní frontě pomohlo zřízení odvšivovacích stanic, na Východní frontě však tyfus řádil mezi bojujícími vojáky bez omezení. Jen v Srbsku zemřelo na tyfus 150 000 vojáků. Smrtnost činila mezi 10 až 40 %. Skvrnitý tyfus byl zároveň hlavní příčinou smrti mezi těmi, kdo ošetřovali zraněné. Tyfus řádil i po skončení války, mezi lety 1918 a 1922 mohl za smrt zhruba 3 miliónů lidí z 20–30 miliónů nakažených.
Vakcínu proti skvrnitému tyfu vyvinul v Polsku biolog a imunolog moravského původu (rodák z Přerova) Rudolf Weigl (1883–1957), který byl za to v roce 1948 navržen na Nobelovu cenu.

## V Československu
Epidemie skvrnitého tyfu se na území Československa vyskytla v roce 1945 ve věznici pražského gestapa v Malé pevnosti v Terezíně z důvodů velmi špatné hygieny a zanedbané péče o zdejší vězně. Na epidemii zde zemřelo několik stovek lidí. Dále se epidemie skvrnitého tyfu rozmohla v roce 1943 také v tzv. cikánském táboře v Letech u Písku (zatímco v druhém takovém táboře v Hodoníně u Kunštátu byl potvrzen pouze břišní tyfus)